# Prvenstvo Hrvatske u nogometu za pionire 1995./96.
Pionirski prvaci Hrvatske u nogometu za sezonu 1995./96. su bili nogometaši Rijeke.

## Prvi rang
Prvo je igrano po regijama nogometnog saveza, a četiri najuspješnije momčadi su se plasirale u završnicu.

### Završnica
Konačni poredak: 

1. Rijeka 

2. Osijek 

3. Split 

4. Slaven Belupo Koprivnica